# Теодора Палеологина Кантакузина
Теодора Комнина Палеологина Кантакузина Раулина (на гръцки: Θεοδώρα Κομνηνή Καντακουζηνή Παλαιολογίνα Ραούλαινα или Θεοδώρα Ῥαούλαινα Παλαιολογίνα Κομνηνή Καντακουζηνή) е византийска аристократка – племенница на император Михаил VIII Палеолог и сестра на българската царица Мария Палеологина Кантакузина. Известна е с острата си съпротива срещу религиозната политика на вуйчо си Михаил VIII и с възстановяването на константинополския манастир „Свети Андрей Критски“, където пренася светите мощи на патриарх Арсений Авториан. Отличаващата се с високото си образование, Теодора Палеологина Кантакузина е важна част от константинополските литературни среди в края на XIII в.

## Биография
Теодора е родена около 1240 г. в Никея. Тя е третата дъщеря на Йоан Кантакузин и Ирина Палеологина. Бащата на Теодора е епинкерний, а по-късно и управител (дукс) на тракийските теми, а майка ѝ е дъщеря на великия доместик Андроник Палеолог и е сестра на бъдещия император Михаил VIII Палеолог. След смъртта на Йоан Кантакузин майката на Теодора се замонашва под името Евлогия. Теодора има още три сестри – Анна, Мария и Евгения. Анна е омъжена за епирския деспот Никифор I Комнин и управлява като регент Епир след неговата смърт. Мария е омъжена за българския цар Константин I Тих Асен, Евгения става съпруга на куманския вожд и велик доместик Сиргиан.
През 1256 г. Теодора е омъжена за Георги Музалон, а бракът е уреден лично от император Теодор II Ласкарис. Музалон притежавал скромен произход, но успява да се издигне до висшия дворцов сан „протовестиарий“ благодарение на покровителството на самия император, с когото го свързва приятелство от детските години. Този брак вероятно имал за цел да издигне статута на императорското протеже. Това, както и постоянната антиаристократична политика на императора, предизвикват ненавистта на влиятелните аристократични фамилии. След смъртта на император Теодор II Ласкарис, Музалон става регент на малолетния Йоан IV Дука Ласкарис, но няколко дни по-късно той и други членове на семейството му са убити от войници по време на преврат, извършен от аристократите по време на заупокойна служба за починалия император. Движещата ръка на заговора на аристократите се оказва вуйчото на Теодора, който бързо заема регентския пост на Музалон и се обявява за съимператор през 1259 г. В деня на преврата Теодора реагира остро на започналите убийства и лично се явява пред вуйчо си, за да моли за живота на съпруга си. Михаил Палеолог обаче я укорил и я посъветвал да мълчи, за да не сподели съдбата на съпруга си.
През 1261 г. вуйчото на Теодора успява да завладее Константинопол от латините и възстановява Византийската империя, а Теодора е омъжена за новоиздигнатия протовестиарий Йоан Раул Петралифа, издънка на влиятелното семейство на Раулите и висш византийски военачалник. От него Теодора ражда две дъщери – Ирина и Анна.
След смъртта на втория си съпруг Теодора се оттегля в манастир под монашеското име Кириаки, за което съобщава една бележка към ръкопис на Тукидит, съхраняван в Мюнхен (Cod. Augustanus Monacensis gr. 430). Това е времето, в което Теодора излиза на обществената сцена заради въпроса, който разделя византийското общество по това време – за уният с Католическата църква. Заедно с майка си Ирина и братята на втория си съпруг Мануил и Исак Раул Теодора влиза в ядрото на православната опозиция, която се противопоставя на планираната от вуйчо ѝ уния с Рим и реагира остро на низвергването на патриарх Арсений Авториан, който отлъчил Михаил VIII заради детронирането на Йоан IV Ласкарис. Заради активната си антиуниатска политика през 1277 Теодора и майка ѝ са заточени в една крепост на Черно море. По-късно Ирина-Евлогия успява да избяга и да намери убежище при дъщеря си Мария в Търново.
Заточението на Теодора приключва през 1282, когато умира Михаил VIII Палеолог и на престола се възкачва братовчед ѝ Андроник II Палеолог, който слага край на църковната политика на баща си. Това обаче не решава проблема с арсенитите – последователи на патриарх Арсений, които не признават правата на Палеолозите върху престола. По този случай през 1284 г. Андроник II свиква църковен събор в Адрамитон, на който се опитва да постигне помирение с арсенитите. На събора присъстват Теодора, сестра ѝ Анна и майка им, но това не успява да вдигне схизмата. Теодора също е арсенит, но в това отношение тя е по-умерена от майка си. Теодора се сприятелява с новия патриарх Григорий II, който става неин духовен баща.
След събора в Адрамитон Теодора и сестра ѝ Анна се завръщат в Константинопол, но майка им остава в Адрамитон, където умира на следващата година. По същото време Теодора възстановява манастира „Св. Андрей Кипърски“ в Константинопол, в който пренася мощите на патриарх Арсений Авториан. В този манастир тя остава да живее до края на живота си. През 1289 Теодора дава убежище на оттеглилия се патриарх Григорий II.
За последен път за Теодора Палеологина Кантакузиана се споменава през 1295 г., когато тя и деверът ѝ Исак Раул са изпратени от Андроник II в Мала Азия, за да преговарят със самопровъзгласилия се за император Алексий Филантропин. Мисията им обаче завършва без резултат. Умира в Константинопол на 6 декември 1300 г.